# Eugenia warmingiana
Eugenia warmingiana är en myrtenväxtart som beskrevs av Hjalmar Frederik Christian Kiaerskov. Eugenia warmingiana ingår i släktet Eugenia och familjen myrtenväxter. Inga underarter finns listade i Catalogue of Life.